# Xetá jezik
Xetá jezik (ISO 639-3: xet; aré, cheta, seta, sheta), možda izumrli jezik kojim je 1990 (SIL) govorilo svega 3 osobe od osam preživjelih pripadnika plemena Aré (Xetá ili Ivapare), možda potomaka starih Notobotocudo Indijanaca. Ovi posljednji pripadnici plemena žive u brazilskoj državi Paraná među Kaingáng Indijancima.
Jezik pripada porodici tupí-guaraní, skupini guaraní

## Vanjske poveznice
- Ethnologue (14th)
- Ethnologue (15th)